# 帕拉米林
帕拉米林（葡萄牙語：Paramirim）是巴西巴伊亚州的一个市镇。总面积1115.641平方公里，总人口26245人，人口密度23.5人/平方公里。